# Luis García Berlanga
Luis García Berlanga, född den 12 juni 1921 i Valencia, död den 13 november 2010, var spansk filmregissör och manusförfattare, och en av de mest betydande efter andra världskriget.
Endast några få av hans filmer har visats i Sverige.
Efter angrepp på Franco-regimen befann han sig i ständig konflikt med den spanska regimen och kunde endast periodiskt göra film i sitt hemland.

## Biografi
I sin ungdom hade Berlanga beslutat sig för att studera filosofi, men hans starka dragning fick honom att 1947 börja studera filmkonst vid Instituto de Investigaciones y Experiencias cinematográficas i Madrid.
Han debuterade som filmregissör 1951 med filmen Esa Pareja feliz, som han gjorde tillsammans med Juan Antonio Bardem. Tillsammans med Bardem anses han vara en av spansk films förnyare efter spanska inbördeskriget. Bland hans filmer finns flera oförglömliga stycken av spansk filmhistoria, såsom Välkommen Mr. Marshall! (1955) eller The Executioner. Han samarbetade vid sju olika tillfällen med manusförfattaren Rafael Azcona.
Karakteristiskt för hans filmer är dess drag av ironi och satir mot olika sociala och politiska förhållanden. Under Francodiktaturen gav hans förmåga att överlista censuren honom tillåtelse att genomföra utmanande projekt som till exempel Miracles on Thursdays.
År 1986 tilldelades han Prinsens av Asturien pris  och 1993 Goyapriset för bästa regi för filmen ¡Todos á la carcél!. Filmen Plácido nominerades 1961 för en Oscar för bästa film på främmande språk.

## Filmografi

### Filmer som regissör
- Esa pareja feliz (1951)
- Välkommen, Mr. Marshall (¡Bienvenido Mister Marshall!) (1953)
- Novio a la vista (1954)
- Professorn tar semester Calabuch (1956)
- Los jueves, milagro (1957)
- Plácido (1961)
- Las cuatro verdades (1962)
- El Verdugo (1963)
- Las Pirañas (1967)
- ¡Vivan los novios! (1969)
- Naturlig storlek (Tamaño natural) (1973)
- Den stora jakten (La escopeta nacional) (1977)
- Patrimonio nacional (1981)
- Nacional III (1981)
- La vaquilla (1985)
- Moros y Cristianos (film) (1987)
- ¡Todos a la cárcel! (1993)
- París-Tombuctú (1999)
- El sueño de la maestra  (2002)

### Filmer som skådespelare
- Días de viejo color (1968)
- No somos de piedra (1968)
- Corazón de bombón (2000)